# 阿纳托利·阿克萨科夫
阿纳托利·根纳季耶维奇·阿克萨科夫（羅馬化：Anatoliy Gennad'yevich Aksakov；1957年11月28日—）是俄罗斯政治人物、经济学者。他是俄罗斯国家杜马公正俄罗斯党的成员。

## 早年生活
1975年中学毕业后，阿克萨科夫于1977年开始在莫斯科国立大学经济系学习。1983年作为一名合格的经济学家毕业后，阿克萨科夫担任楚瓦什共和国国家议会代表。 1986年，他在莫斯科国立大学完成了经济学研究生学习。
1986 年起，阿克萨科夫担任楚瓦什国立大学经济理论和市场经济学讲师，1994年至1997年担任切博克萨雷经济、金融和法律研究所副所长，同时兼任该研究所所长。1995年至1997年莫斯科商业银行切博克萨雷分行。

## 制裁
阿克萨科夫于2022年因俄乌战争而受到英国政府制裁。